# De 12 a 14 (Rosario)
De 12 a 14 es un noticiero argentino, conducido por Analía Bocassi, emitido por Canal 3 de Rosario. Es el noticiero más antiguo de la televisión rosarina.
El noticiero cuenta con información en vivo. Recorre en dos horas, los principales temas locales del día y los sucesos nacionales e internacionales.
Cuenta con el columnista Luis Ricossa en deportes, Cecilia Oriolani en espectáculos, Sergio Roulier en política e información general. Los móviles a cargo de Daniel Amoroso, Pedro Levy, Feni Rubio, Almudena Munera Muñoz, Agustina Pugliese. La producción está a cargo de Pablo Czentorycky y Guillermo Brasca.

## Historia
De 12 a 14 fue creado en 1966, por un productor televisivo porteño que ideó y registró el nombre, que luego le fue comprado por el canal. El noticiero comenzó con la conducción de Norberto Chiabrando, que luego fue reemplazado por Julio César Orselli.[cita requerida]
El presentador más identificado con el noticiero es Orselli, que trabajó desde 1966 hasta 2011, al frente del mismo. Este periodista encabezó el equipo periodístico histórico del noticiero -que conserva un amplio reconocimiento por parte de la teleaudiencia rosarina-, junto a Raúl Hernán Sala (política/información general), Miguel Tessandori (deportes), Carlos Bermejo (espectáculos), Ricardo Schlieper (información general) y Alberto Manera (automovilismo). También contó con la participación de Alberto Gonzalo y Héctor Vidaña y la producción general de Carlos Fechenbach.
En la década de 1990, ingresó Luis Novaresio para colaborar en la sección de política con Raúl Hernán Sala. En la década de 2000, tras la salida de Carlos Bermejo, se suma Alejandro Simonetto. También se sumó a la conducción, la periodista y locutora Analía Bocassi.
Durante la vigencia de la Ley de Radiodifusión 22.285, en enero y febrero de cada año, no se realizaba De 12 a 14, siendo reemplazado por el local Noticiero Tres y Noticiero Trece. En 2011, debido a la entrada en vigor de las nuevas disposiciones legales de AFSCA, emitió solo los primeros 45 minutos del noticiero porteño, ocupando el tiempo restante con el programa 2.0 TV. A partir de 2012, comenzó con ediciones veraniegas con la conducción de Ileana Luetic y Ciro Seisas.

## Actualidad

### Salida de Luis Novaresio
En diciembre de 2010, se produjo la despedida de Luis Novaresio, que se fue a Capital Federal para trabajar en los medios del Grupo Infobae, C5N y Radio 10. Su lugar fue ocupado por Sergio Roulier.

### Renuncia de Julio César Orselli
En abril de 2011, el periodista Julio César Orselli, con 27 años en la conducción y 44 años de trayectoria en el canal, se alejó por desavenencias con la producción del noticiero y las autoridades. Este suceso, provocó gran repercusión en la sociedad rosarina, que se expresó a través de los medios digitales locales y las redes sociales. A partir de este hecho, Sergio Roulier pasó a ser el conductor del noticiero.
El lunes 1º de agosto de 2011, cambió la escenografía, modificó el escritorio y mantuvo la música original, como el resto de los noticieros.
El lunes 22 de agosto, fue la primera vez en 2011 que no se emitió el noticiero, con motivo del feriado nacional por la conmemoración del fallecimiento del General San Martín, siendo reemplazado por Noticiero Trece.

### Cobertura de noticias nacionales
Actualmente, al poseer derechos de transmisión sobre Canal 13 HD y poseer autorización para emitir contenidos de Todo Noticias, emite móviles desde Capital Federal sobre las noticias más urgentes o de último momento. Cabe destacar, que anuncia la participación de los periodistas porteños en vivo, cuando en realidad es emitida en diferido, al tomar contenidos de la señal satelital de las mencionadas señales de Artear, sin videograph.